# Górnik Libiąż
Górnik Libiąż – polski klub piłkarski z siedzibą w Libiążu, utworzony w 1945 roku, występujący w IV lidze małopolskiej. 30 stycznia 2014 roku klub powrócił do historycznej nazwy KS Górnik Libiąż, która funkcjonowała od założenia do roku 1996, kiedy zmieniono nazwę na Janina Libiąż. Sukcesem klubu są występy w III lidze.

## Stadion
Górnik rozgrywa swoje mecze na Stadionie Miejskim przy ul. Piłsudskiego 10 w Libiążu. Dane techniczne obiektu:
- pojemność: 3500 miejsc (2200 siedzących)
- oświetlenie: brak
- wymiary boiska: 106 m x 67 m